# Hans Schlegel
Hans Wilhelm Schlegel (født 3. august 1951) er en ESA-astronaut, og har fløjet to rumfærgemissioner.
Schlegel blev udvalgt til rumfærgemissionen STS-122, som har bragt det europæiske Columbusmodul til Den Internationale Rumstation opsendt 7. februar 2008. På STS-122 missionen har han udført en rumvandring.